# Cercle Léon XIII
Pour les articles homonymes, voir Léon XIII (homonymie).
Le cercle Léon XIII était un groupe de lectures, de discussions et de conférences fondé par Alexandre Braun, après la parution de l'encyclique sociale Rerum Novarum (1891), de Léon XIII, qui encourageait les chrétiens à vivre leur christianisme d'une façon active dans la société. 
Ce cercle tenait ses réunions à l'hôtel de Schoenfeld, rue des Paroissiens 12, à Bruxelles. Installé à l'étage d'un marchand de porcelaine, le cercle était fréquenté par l'intelligentsia catholique bruxelloise. Y furent reçus, entre autres, Verlaine et de nombreux auteurs du courant de la Jeune Belgique. On y organisait également une « chambre de rhétorique » appelée le Blé Vert qui faisait paraître un petit journal du même nom. 
Parmi les membres notables de ce cercle, il faut citer Thomas Braun, Henry Carton de Wiart et son frère Edmond Carton de Wiart, Jules Renkin ou Léon de Landtscheere, figures de proue de la Jeune Droite Catholique.
L'abbé Henry Moeller en était un membre actif. Il était le frère de Jean Théodore Moeller, premier des zouaves pontificaux belges, et fils du professeur d'histoire à l'université de Louvain qui avait encouragé ses étudiants à s'engager dans le corps pontifical.